# 童貞を殺す服

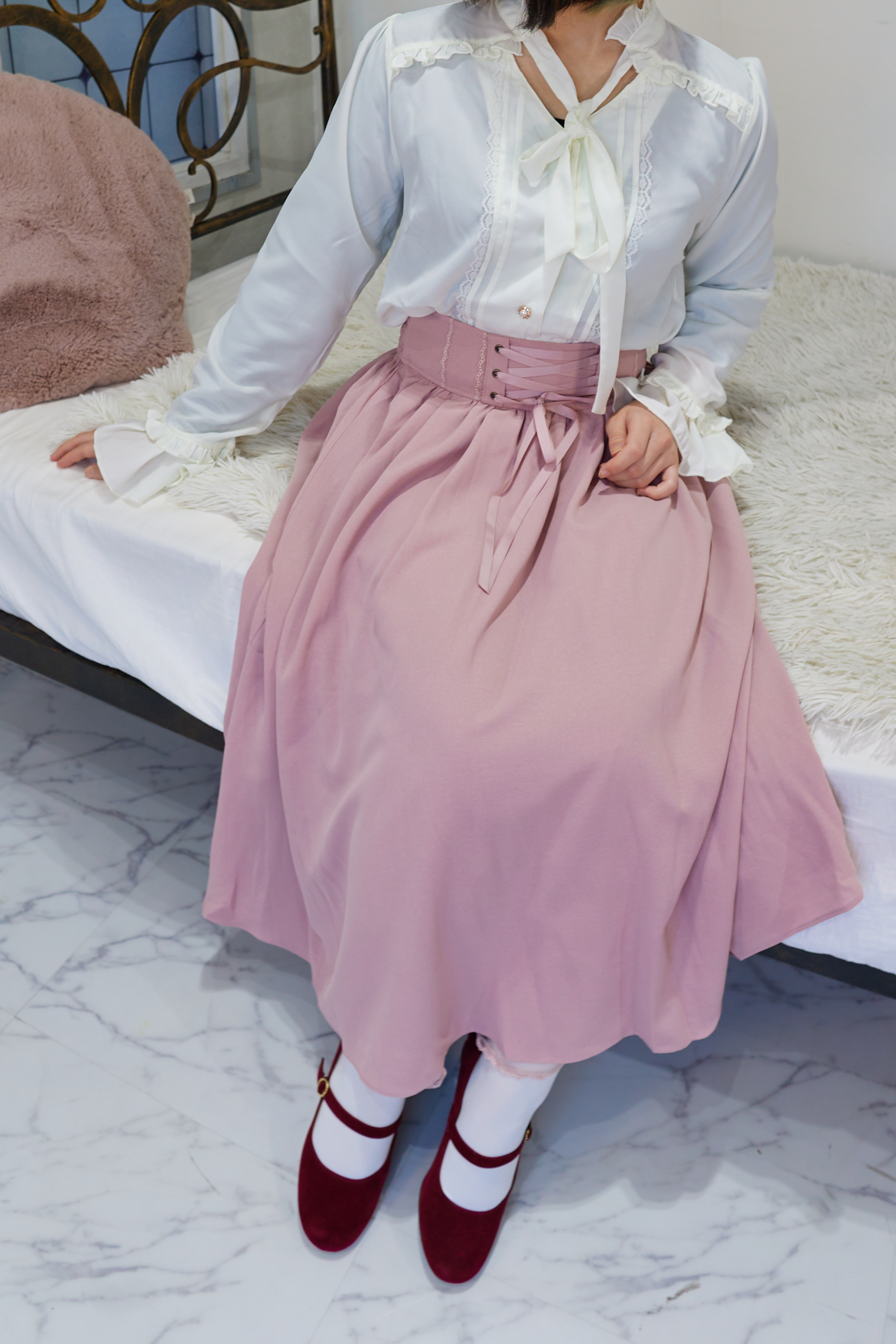
童貞を殺す服の一例とされるアクシーズファムの服を着た女性

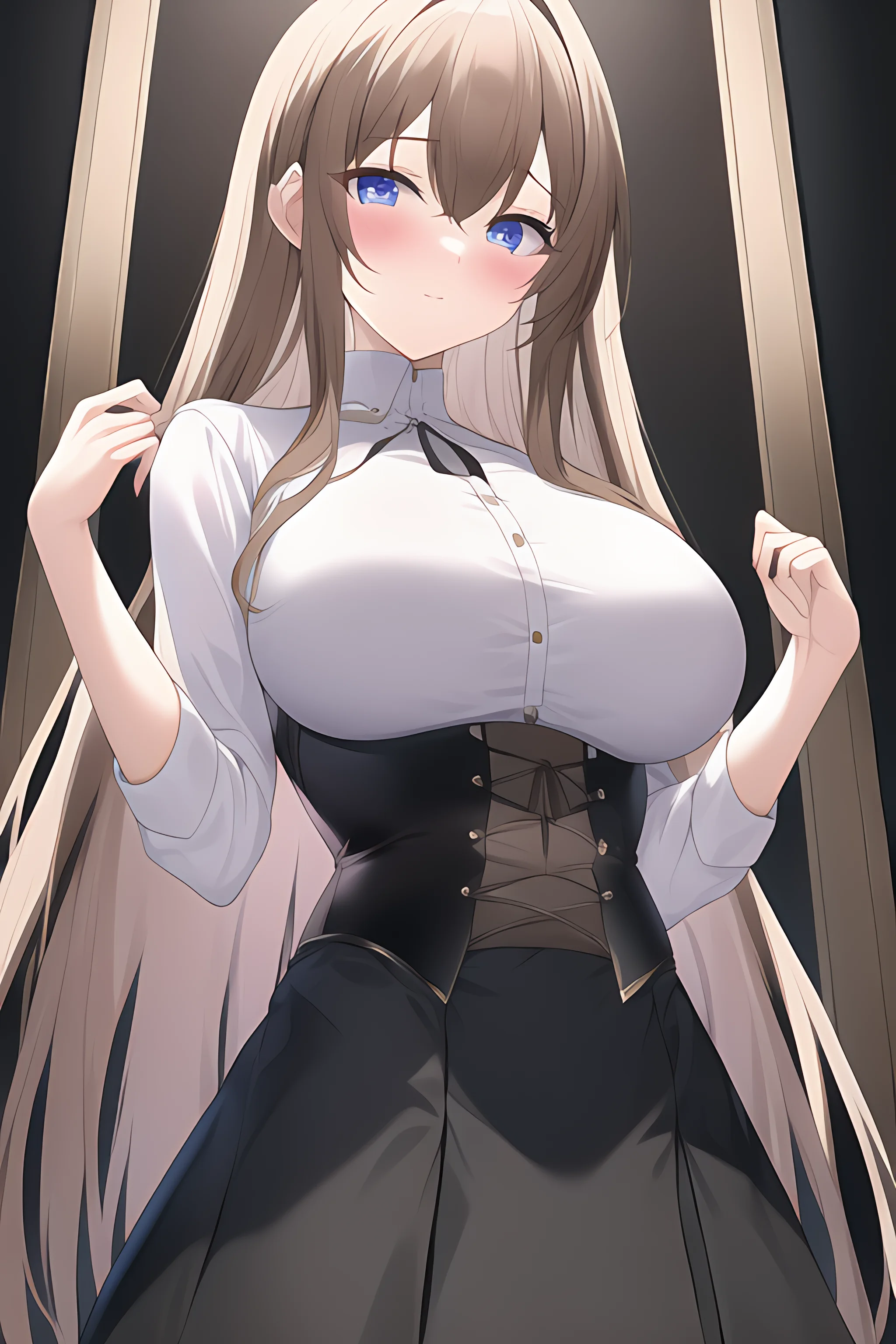
童貞を殺す服のイラストの例

童貞を殺す服（どうていをころすふく）は、日本のインターネットスラングの一つ。女性の服装を指すものだが、その意味の解釈には「清純そうなイメージを感じさせる服」「脱がせるのが困難な服」「見た目が愛らしい服」「清楚感とエロティシズムを兼ね備えた服」「女性経験の少ない男性には刺激の強すぎる服」など、諸説がある。本記事では、そこから派生した童貞を殺すセーターなどについても述べる。

## 発祥と語義
「童貞を殺す服」は、2015年（平成27年）7月上旬の頃から、Twitter上で話題になり始めたとみられている。当時は、ブランド「NO.S PROJECT（ノスプロジェクト）」の白いブラウスとハイウエストのスカートの組み合わせが「童貞を殺す服」の例として挙げられ、「美しい」「持ち上げ方が上手い」といった反応があった。女性の体形を強調する画像だったこともあり、女性の体形に夢を見がちな童貞の男性も刺激を受けて「大好きです」「これは殺される」など、共感の声も挙がった。

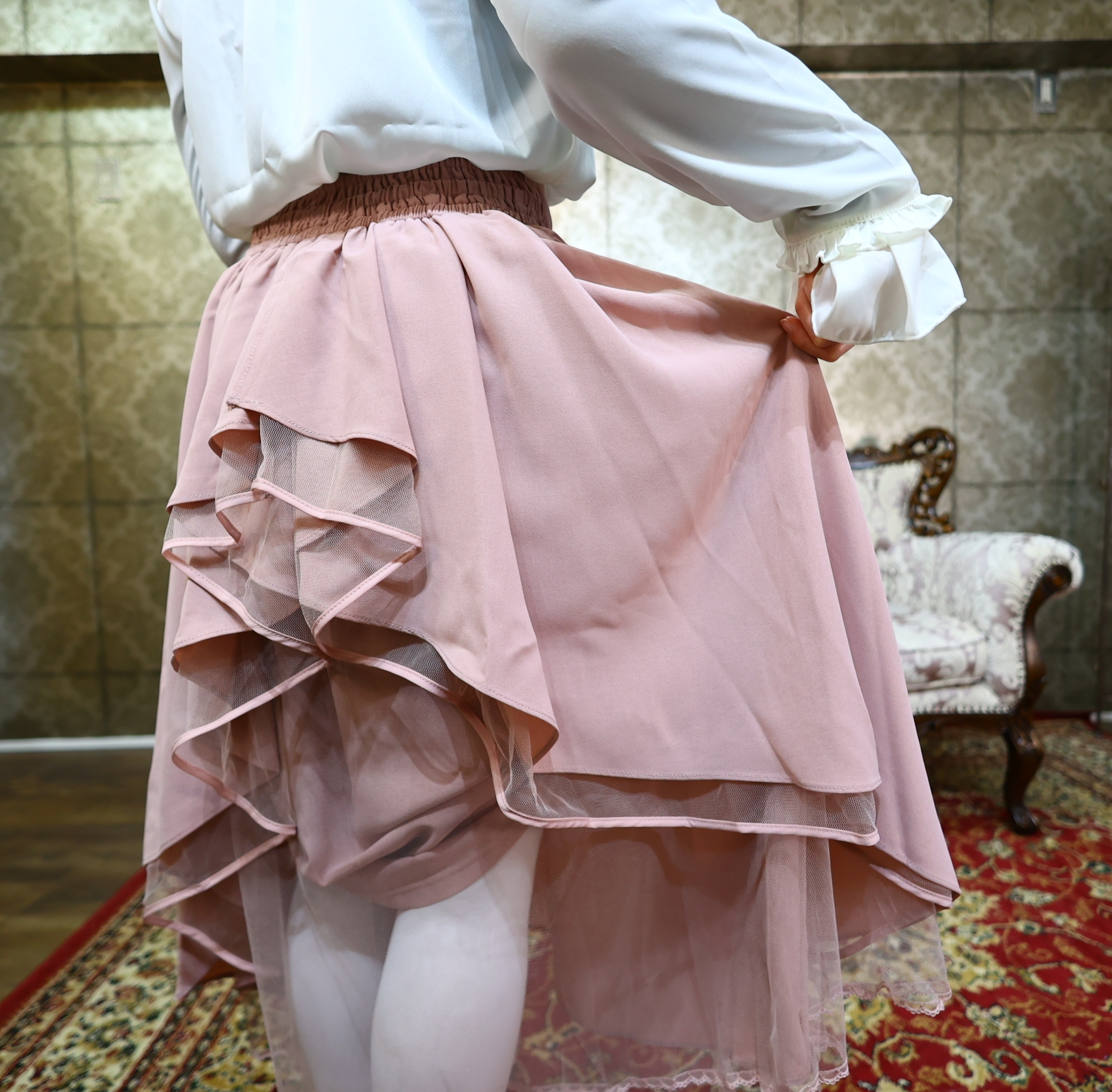
童貞を殺す服の一例とされるアクシーズファムの服を着た女性（後ろ姿）

「童貞を殺す服」という言い回しがユーザーの心を捉える上に憶えやすいため、Twitter上では「大好き」「自分はこういう服のほうが好きだ」などの想いが交錯し、大きな話題となった。「童貞を殺す服」はハッシュタグにもなり、自分の思う「童貞を殺す服」の披露が続出し、ゴスロリやアニメのキャラクターの服装などの画像も投稿された結果、リツイートが1万件を超えることもあった。また、『Fate/stay night』や『艦隊これくしょん -艦これ-』といったゲームをもとにした画像も投稿された。中でも『艦これ』のキャラクター「電」のイラストは、ニコニコ静画に投稿されて以来、2日間で閲覧数が6万8000回以上に昇った。この当時の「童貞を殺す服」の概念は、フリル付きのブラウスとコルセットスカートのような服装、または白いブラウスと膨らみのあるスカートなど、清純なイメージの服と考えられている。
一方、Twitterでは「どうやって脱がすかわからない服だと思っていた」など、当時よりすでにユーザーごとの解釈の違いが存在していた。「脱がせる方法がわからない服」が当初の意味合いであったが、先述のようなTwitterの拡散に伴って「童貞が好む服」との意味合いが定着しつつある、とも分析されていた。
2016年（平成28年）6月にめちゃコミックで「童貞を殺す服」が紹介された際には、その意味が「清楚な雰囲気と女性らしさを強調する服装」「清楚とセクシーを兼ね備えた服」と定義された。その例として、可愛らしさを残しつつも胸とくびれを強調するハイウエストコルセットタイプのスカート、清楚なブラウスとフリルを多用した可愛いスカート、清楚で上品な印象と大人の色気を兼ね備えたノースリーブニットなどが挙げられた。
2016年7月には、一迅社が書籍『童貞を殺す服の描き方』を刊行した。一迅社では、すでにこの言葉が様々なイメージを持って広がっていることを認めたうえで、この書籍ではあえて「童貞を殺す服」の意味を「一見して構造を把握しにくいデザイン」「清楚ながらも体形を強調し、魅力的に見せる形状」「女性経験の少ない男性の脅威になる服装」と定義されており、代表例としてブラウスとスカートの組み合わせ、ワンピースが挙げられている。この定義は、「経験の少ない男性にとっては、服の構造の把握が困難で、特定状況下において脱がせるのに困難を極めるため、羞恥に耐えきれず死を覚悟する服」、「いざという場面で脱がせ方がわからないから死んでしまう」とも解釈されている。これに近い意見として、「童貞絵師には構造がわからなくて描けないから（童貞がばれて）死んでしまう」という解釈もある。
この一迅社の定義を機に、「そもそも『童貞を殺す服』とは何を指すのか」について、インターネット上で物議を醸した。「単純に『見た目が愛らしすぎて萌え死んでしまう』という意味ではないか」との指摘も出た。具体的には、先述のハイウエストスカートのほか、フリルを多用した白いブラウス、柔らかく膨らんだスカートなど、清純なイメージの服装などが挙げられ、ハイウエストでコルセットタイプのスカートが原点との説もある。ドワンゴのニコニコ大百科でも「チェリーボーイ（童貞）の心臓を打ち抜いてしまう服・ファッション」「女性の愛くるしさを感じさせる服装」と定義されており、フリル付きのブラウスやコルセットスカートが代表例に挙げられている。この他、「露出は抑えられているものの、エロティシズムと可愛らしさを両立させた服」「清楚感がありつつも、程良いエロティシズムも兼ね備えている服」などの解釈もある。
一迅社のように「脱がせにくい複雑な構成の服」、隠しボタンのあるブラウスや、ボタンが非常に多いワンピースのように「脱がせるのに困る服」が本来の意味だったという説もある一方で、「童貞なら確実に目を惹かれて惚れてしまう」というものが本来の解釈だったとの説もある。ブラウスやスカートなど、想定する服装の傾向については共通認識ができているが、明確な定義付けはされていないというのが実状と見られている。

### 代表的なブランド
ブランドとしては、先述の「NO.S PROJECT」が代表格とされる。特に「NO.S PROJECT」とヴィレッジヴァンガードとのコラボレーションによる「二次元と運命が交差するスカート」に対しては、「上品で好き」「コルセットの役割をしていて良い」といった声が寄せられており、この服の例として「最強」との声もある。公式サイトにも、「Twitterで『童貞を殺す服』のツイートをもとに同サイトに辿り着いた」と、客の声が寄せられている。ただし「NO.S PROJECT」側では、自店の服が「童貞を殺す服」の一種として紹介されることが多いことを認めているにもかかわらず、実際にはそうした風潮や、男性からの見られ方をあまり意識せずに、「あくまで着る人が楽しいと思える服を目指している」と語っている。
その他にも、「axes femme（アクシーズファム）」、「Innocent World（イノセントワールド）」、「Ank Rouge（アンクルージュ）」、「Amavel（アマベル）」、「Secret Honey（シークレットハニー）」などがあり、現存しないブランドとしては「BLUEROGUE（ブルーローグ）」が挙げられている。

## 童貞を殺すセーター

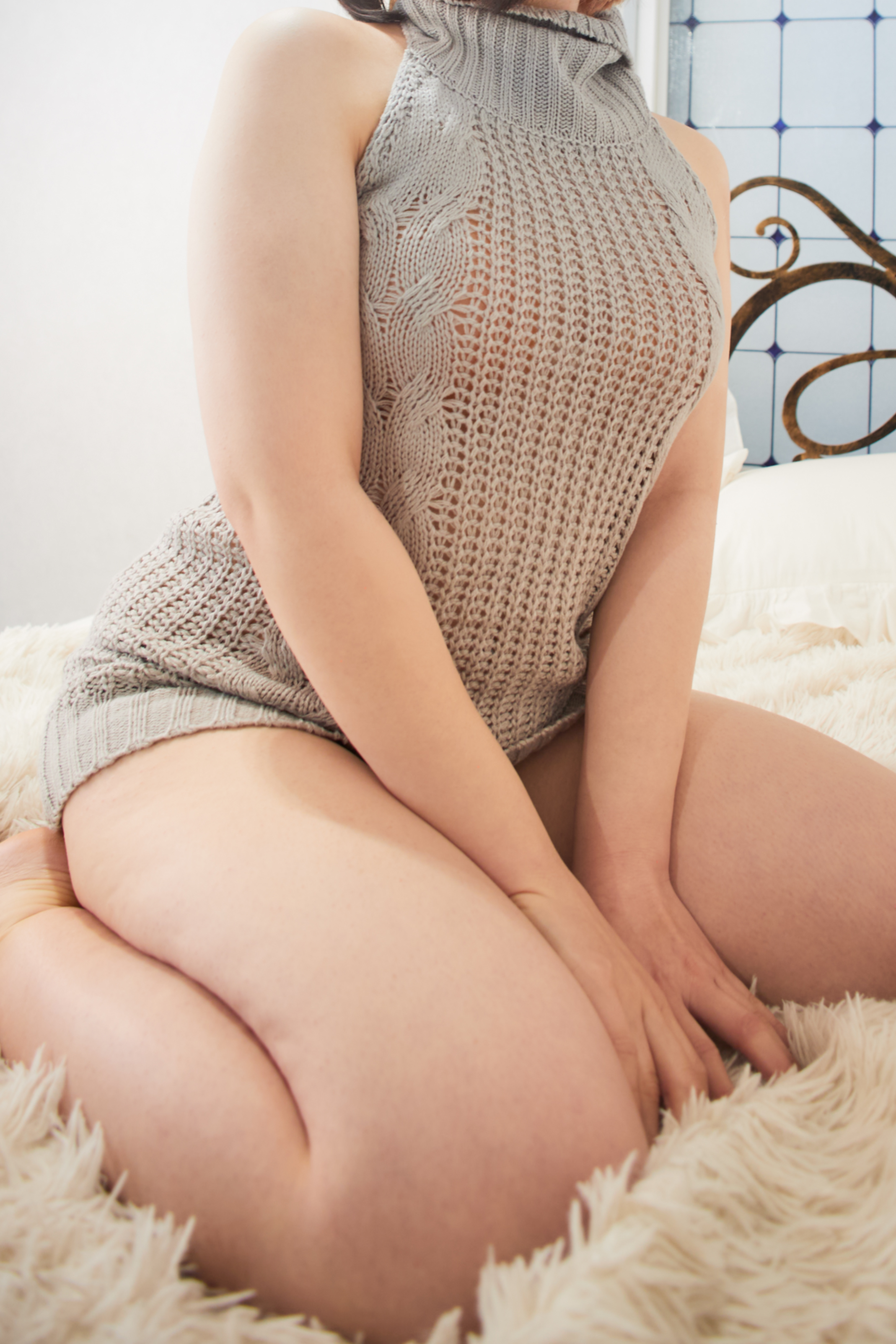
童貞を殺すセーター（正面）

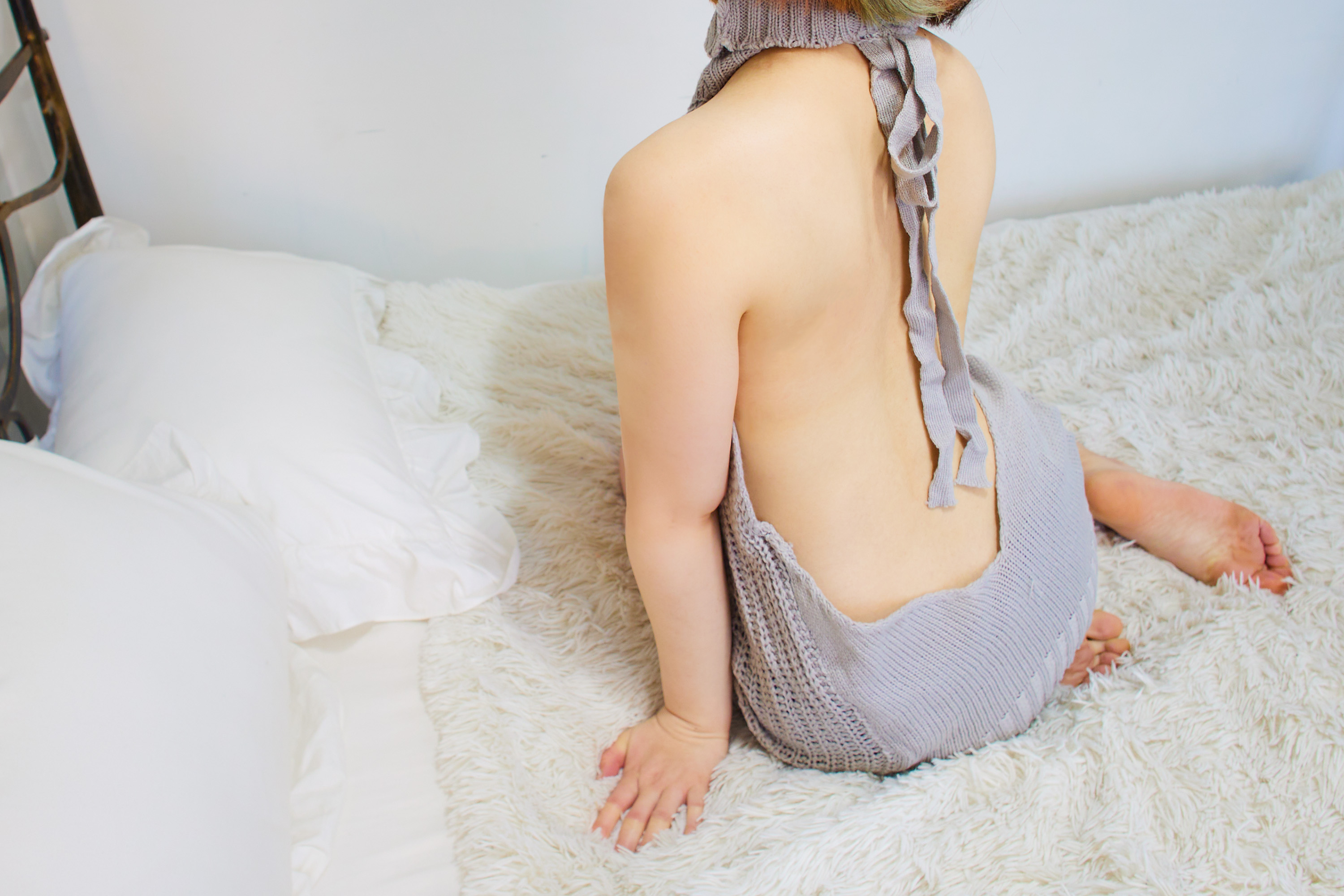
童貞を殺すセーター（背中）

「童貞を殺すセーター」は、胸の横部分と、肩から腰にかけてが大きく露出したホルターネックのセーター。「恋愛に不慣れな男性が一発で虜になってしまう」「女性経験のない男性には刺激が強すぎる」などの理由で「童貞を殺す」と形容されている。露出度の高さからインターネット上でこの名で呼ばれており、「童貞を殺すニット」とも呼ばれる。
発祥時期は、2016年夏頃からTwitterなどで投稿されることが多くなったという説、2017年（平成29年）のツイートが起源とする説がある。タレントの大島薫によれば、拡散の切っ掛けになったのはコスプレイヤーの「のらねこ」の投稿である。のらねこが全裸にこのセーターだけを着用して写真に撮り、「スケベニット」と題してネットにアップしたところ反響を呼び、「例のニット」の呼称で広まっていったものであるという。2017年1月には、中国のオンラインモール「淘宝網」で販売されていたこのセーターが「女性に耐性のない童貞には刺激が強すぎる『童貞を殺す服』のセーター版」として、日本のTwitterに投稿され、「童貞を殺すセーター」との呼び名が定着して、日本のネットを賑わせるに至った。その後も、SNS上で好きなキャラクターと組み合わせたイラストが多数掲載されたり、グラビアアイドルが実際に着用した写真を披露したりするなど、一部で大きな話題になった。
2017年1月、叶美香がこのセーター姿を自身のブログに掲載し、ファンを大きく沸かせた。それをきっかけに、人気グラビアアイドルたちが各々のSNSで、このセーター姿の画像を公開した。2017年3月には、倉持由香がこのセーター姿をブログに掲載し、アメーバブログのアクセスランキングで、グラビア部門で3日連続1位を記録した。倉持によれば、「このセーターを購入してツイートしたら、フォロワーが1万人増えた」という。同3月には天木じゅんがInstagramに掲載し、大きな反響を呼んだ。天木の画像によりこのセーターの注文が急増し、オリジナルのバージョンのセーターは1日で完売した。それまではSNSでの公開であったが、生放送での着用としては、同4月に森咲智美がニコニコ生放送「NEXTアイドルをさがせ」で着用して登場し、放送を盛り上げた。2022年5月時点においては、Amazonにおいて、複数のメーカーがセクシーなセーターの意味で使用している検索結果が約3000件に達している。
腐女子の一部でも人気になり、このセーターを着た男性キャラクターのイラストも投稿された。腐女子間の流行に着目した大島薫が「男性だけど例のニットを着てみました」と題して自ら着用した写真をアップしたところ、これも1万回以上リツイートされた。2017年にはアメリカの逞しい男性がこのセーターを着た画像をSNSに投稿して、多数の反響を呼んだ。
上述の「例のニット」のほか、同様に言葉を濁して「例のセーター」と表現されることもあるが、これは「童貞」「殺す」といった刺激的な言葉を避けているものと考えられている。「童貞を●す」と伏せ字にする場合もある。SNS上でも、「殺す」と発言しても単にファッションについて呟いているだけであり、脅迫などの意図がないにもかかわらず、AIによってユーザーが自動的に危険なアカウントと見なされてしまう可能性も示唆されている。ただし、Twitter側は「凍結の理由など個別の案件について詳細は開示できない」としつつも、「『童貞を殺す服』といったツイートでは凍結されない」と見解を述べている。2017年には「童貞を殺す」が商標に出願され、拒絶された事例もある。

### 日本国外での反響
天木じゅんの2017年3月の投稿に対しては、日本国内のみならず、国外からも、英語やハングル、中国語などのコメントが殺到した。アメリカの『ニューヨーク・ポスト』イギリスのニュースサイト『ザ・サン』『Daily Star』でも「virgin-killing sweater」「Virgin Killer sweater」の名で取り上げられ、インドのニュースサイト『India.com』でも「日本の若い男性が夢中になったスタイルのトレンドの1つ」として紹介された。
この天木の人気を受けて、アジアなど各国の女性がこのセーターを着た多くの画像が、「Virgin Killer sweater」としてSNSに投稿された。ベトナム農民協会中央委員会による『Dân Việt』では「最近最も人気のあるスタイル」「日本だけでなく、他の多くのアジア諸国でも人気」として紹介された。イギリスの『METRO』、インドネシアの『Pos Kupang』『Brilio.net』、ベトナムの『Dân trí』、台湾の『東森新聞』でも取り上げられた。
その後の2019年（令和元年）12月にも、ぷにたんがサンタクロース衣装を模したこのセーター姿をInstagramで披露し、国内からの好評に加えて、英語圏からも「You are looking very sexy」「So big!」など、多くの反響が寄せられた。

## その他の派生物
「童貞を殺すセーター」から、さらに派生した言葉として、グラビアアイドルの清水あいりの特技「童貞を殺す空手」がある。幼少時から琉球空手を習っていた清水が、「童貞を殺すセーター」の流行をヒントとして、空手の型を通じて、必要以上に胸を強調したり、スカートで蹴りを繰り出して下着を見せたりするものである。YouTubeでの配信や、バラエティ番組での披露により、話題を呼んでいる。
2018年（平成30年）6月には、AV女優のきみと歩実が、乳房の一部や尻が露出したパーカー姿を「童貞を殺すセーターのパーカー版」としてTwitterで披露し、ファンから「童貞だから即死した」「童貞じゃなくてもやられる」などの声が寄せられた。2022年（令和4年）7月にも、グラビアアイドルの明香琴子がTwitterで「童貞を殺すパーカー」と題して、パーカーの丈が首下までしかなく、上半身が大きく露出した姿を披露し、ファンから多くの反響の声が上がった。
2021年（令和3年）11月には、SNSで話題を呼んでいるコスプレイヤーのけんけんが、乳房の下半分と尻を大きく露出したオリジナルキャラクターのコスプレを披露したところ、「童貞を殺すスカート」などの声が寄せられ、「いいね」が1万件以上に達した。

## 考察
「童貞を殺す服」の解釈の一つである「清楚」の点については、実際の童貞の男性より、「肌の露出が多い服装だと、こちらは異常に反応してしまう。そうした姿を相手に見られると、『不快にさせるのでは』と心配してしまう」「肉食系女子は怖いという先入観がある」などの意見が寄せられている。また心理カウンセリングの観点から「処女性を感じる」「互いに似ている部分があれば、好感を抱く」「逆に露出の激しい服装や、原色が強い服装の女性は、自分と不釣り合いに感じてしまう」、ファッションデザインの観点から「露出の少ない服は、母親が娘に求める服装そのものであり、童貞の考えも、母が娘に対して抱く一種の幻想に通じる」などとも分析されている。
一迅社の『童貞を殺す服の描き方』では、男性はミニスカートや胸の谷間が目立つ服など、女性に対して露出の多さを好む一方で、交際相手や配偶者の素肌を他の男性に見られたくないという願望があるとして、清楚な服装は「自分に一途であってほしい」の思考が現れたものだと分析されている。またハイウェストが「童貞を殺す服」の例の一つとされることについて一迅社は、ハイウェストの輪郭が女児服や幼児服を彷彿させるため、と分析している。幼児体形は腰にくびれがないために保持が困難で、胸の下あたりで衣服を保持する必要があり、ハイウェストはそれに似た雰囲気があるために、外見が幼さを感じ、その服を着ている者を保護したいとの欲を刺激される、という解釈である。
2018年（平成30年）頃には、単に露出度の高めなニットや水着までもが「童貞を殺す」と呼ばれるようになった。そうした風潮に対して違和感を覚え、「単に露出度の高い服は『童貞を殺す服』とはいえない」との意見もある。「童貞を殺す」という言葉が「女性に耐性がない童貞にとって刺激が強い」との意味で使われていることに対して、「エロティシズムの過度な服は、童貞が見るとかえって萎える」とし、「童貞を殺す」との言葉に疑問を唱える意見もある。また、話題に上った当時の画像があまりに盛り上がりすぎたことで、「本人は好きだから着てるだけ」「変なイメージがついて着れなくなるのは嫌だ」と自重を促す声もある。
同様に「童貞を殺すセーター」についても、過多なエロティシズムから「万人に対して殺傷能力あり」などと、「童貞を殺す服」の定義に当てはまっていないと指摘する声も多い。当初の「童貞を殺す服」の定義とは真逆になったために、「童貞を殺す服」の使われ方が曖昧になったとの意見もある。悠木ゆうかが2017年1月に「童貞を殺すセーター」「童貞を殺す服」というハッシュタグ付きで、このセーターを着た姿をTwitterで披露した際には、「童貞じゃなくても死んでしまう」との多くの反響があった。2020年（令和2年）にAV女優の桃園怜奈がセーター姿を披露した際にも、「可愛いすぎる」などの好評の一方で、「童貞を殺す場合は逆に露出は控sえた方が良い」として、むしろ童貞にとっては受けが悪いとする意見も寄せられた。